# حزب القراصنة (تونس)
حزب القراصنة هو حزب سياسي تونسي ينتمي إلى حركة دوليّة تأسّست بـالسويد سنة 2006.
تحصل الحزب على تأشيرة النشاط يوم 7 أفريل 2012، وبذلك يكون ثاني حزب قراصنة في تونس بعد حزب القراصنة التونسي.

## أهدافه
حسب التأشيرة المسندة للحزب والمنشورة في الرائد الرسمي للجمهورية التونسية، فإن حزب القراصنة 

## برامجه
يستلهم حزب القراصنة أفكاره من نظيره السويدي، Piratpartiet وأهدافه:
- تثبيت حق المواطن في الحرية المطلقة في التعبير والتواصل وفي العمل الجمعياتي والجتماعات،
- تمثيل صغار المستثمرين لحماية مؤسّساتهم ضدّ التّتبّعات في إطار الملكية الفكرية،
- تثبيت حق المواطنين في حريّة تنقلهم في العالم،
- نشر ودعم الديمقراطية المباشرة وادخال الالتكنولوجيات الرقمية في هذا المجال،
- وضع حدّ للرقابة على الانترنت،
- تثبيت حياد الإنترنت،
- حماية حرية المعلومة وصحافة التحقيقات وضمان استقلاليتها،
- ضمان النفاذ الحر واللامشروط إلى المعلومة،
- العمل في صالح الشفافية المطلقة للحكومة والقطاع العام،
- التعريف والسعي إلى الحوكمة المفتوحة،
- الدعوة إلى أنظمة بديلة لحقوق التأليف والملكية الأدبية الكلاسيكية،
- مقاومة كل أشكال الصنصرة،
- الدعوة إلى المواصفات الرقمية المفتوحة،
- استعمال البرمجيات الحرة في المؤسسات العامة،
- مقاومة أشكال الهيمنة الرقمية ومواجهة الجوانب السلبية للبرمجيات المالكة وهيمنة طرف على الصفقات،
- استئصال العوائق القانونية التي تحول دون حقوق الإعلام.

## تركيبته
مؤسّسو حزب القراصنة هم:
| - أسامة شلبي - أيمن عامري - بيرم جراد - جلال التونسي - خالد عمامي | - سليم عمامو - شمس الدين بن جامع - علي هنتاتي - محمد أمين غربي - محمد عمر بن عزوز | - مهدي حجري - وسيم بن عياد - وضاح براهمي - رائد شمام |